# Amphoe Nakhon Chai Si
Nakhon Chai Si (thaï : นครชัยศรี est un amphoe de la province de Nakhon Pathom, dans le centre de la Thaïlande

## Points d'intérêt
- Wat Bang Phra